# Château Latour
Château Latour è un'azienda vinicola francese, classificata come Premier Grand Cru secondo la Classificazione ufficiale dei vini di Bordeaux del 1855. Latour si trova all'estremità sudorientale del comune di Pauillac, nella regione del Médoc, a nord-ovest di Bordeaux, al confine con Saint-Julien ed a poche centinaia di metri dalle rive dell'estuario della Gironda.
L'azienda produce in tutto tre vini rossi. Oltre al suo Grand vin (LWIN 1012316), Latour produce anche una seconda scelta denominata Les Forts de Latour (LWIN 1010309) dal 1966, e, dalla fine degli anni '80 (i.e., 1989), un terzo vino, chiamato semplicemente Pauillac (LWIN 1013821). Un impériale (bottiglia da sei litri) di Château Latour del 1961 è stato venduto per £ 135.000 nel 2011.

## Storia

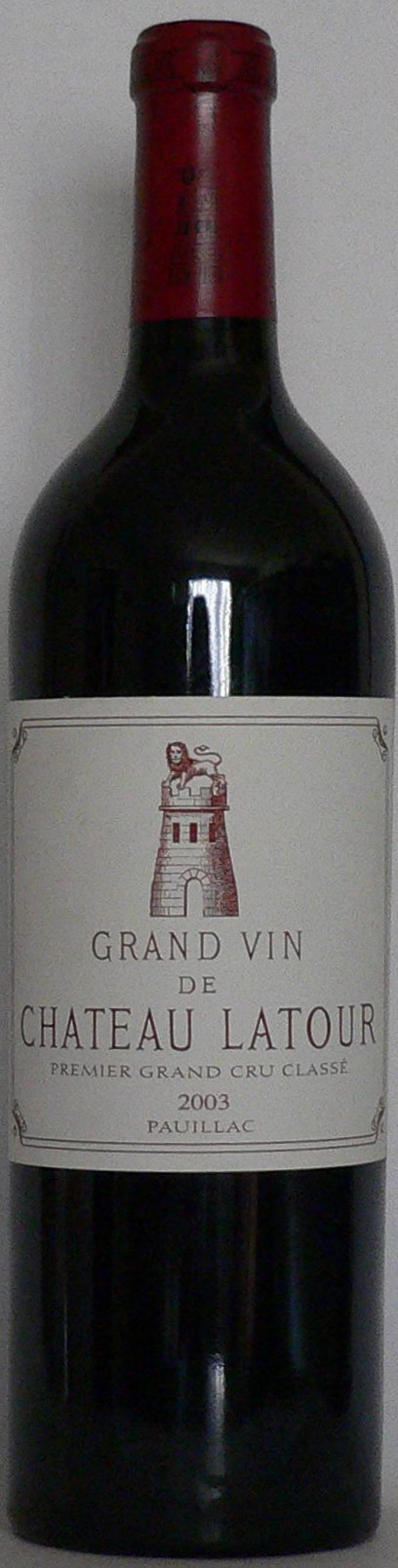
Una bottiglia di Château Latour del 2003

Il sito di Latour è occupato almeno dal 1331, quando, per volere di Gaucelme de Castillon fu costruita Tor à Saint-Lambert. La tenuta invece risale almeno al 1378. A 300 metri dall'estuario della Gironda, per difendersi dagli attacchi, gli alleati degli inglesi costruirono, durante la Guerra dei Cent'anni, un forte di guarnigione. La torre della fortezza, il cui nome muterà col tempo in La Tour en Saint-Mambert e Saint-Maubert, diede il nome alla tenuta e rimase in mano inglese fino alla battaglia di Castillon, nel 1453, ed alla sua completa distruzione da parte di le forze del re di Francia. Intorno al 1620, nella tenuta intitolata a Simon Ledwidge fu costruita, come posatoio per piccioni, una torre circolare (La Tour de Saint-Lambert) che rimane, ancora oggi, il simbolo del vigneto. Anche se innalzato a distanza di due secoli, si dice che quest'ultimo edificio sia stato costruito, utilizzando quello originale.
Le viti sono presenti sul sito di Latour sin dal XIV secolo ed il relativo vino ricevette alcuni primi riconoscimenti, menzionati già nel XVI secolo nei Saggi di Montaigne. Verso la fine del XVI secolo, i numerosi possedimenti della tenuta furono riuniti dalla famiglia de Mullet in un'unica proprietà.
A partire dal 1670 la proprietà familiare restò sostanzialmente ininterrotta fino al 1963. In particolare, la tenuta fu acquistata dalla famiglia de Chavannes e passò alla famiglia de Clauzel nel 1677 a seguito di un matrimonio. Successivamente, Alexandre de Ségur sposò Marie-Thérèse de Clauzel e Latour divenne parte delle sue vaste proprietà, alla quale aggiunse anche Château Lafite nel 1716, poco prima della sua morte. Nel 1718, suo figlio Nicolas-Alexandre de Ségur aggiunse Château Mouton e Château Calon-Ségur ai suoi possedimenti e iniziò a produrre vini di grande qualità. La reputazione del Latour si diffuse rapadiamente e all'inizio del XVIII secolo il suo status si affermò sui mercati di esportazione come l'Inghilterra, insieme agli altri châteaux del Medoc, Lafite, Margaux e Pontac.
Alla morte di Nicolas-Alexandre Ségur, nel 1755, il patrimonio fu diviso tra quattro figlie, tre delle quali ereditarono Latour nel 1760. Latour fu gestita da un reggisser incaricato di mantenere un'accurata corrispondenza con la proprietà. Nella seconda metà del XVIII secolo l'azienda attraversò una fase di espansione, riconosciuta anche dalla preferenza accordata da Thomas Jefferson, allora diplomatico in Francia, che nel 1787 la classificò come un vigneto di prima qualità.
Con l'inizio della Rivoluzione Francese la proprietà venne divisa. Il conte di Ségur-Cabanac fuggì dalla Francia e la sua parte fu messa all'asta dallo Stato nel 1794, passando così per diversi proprietari. Nel 1841, attraverso varie vicissitudini e con azioni anche spregiudicate, la famiglia Ségur riuscì a riunire i diversi possedimenti e, dopo un acquisto in asta del 20% delle azioni possedute dai négociants Barton, Guestier e Johnston, fu nelle condizioni di ricostituire la tenuta. Per assicurare l'esclusiva proprietà alla famiglia, nel 1842 fu fondata la Société Civile de Château Latour, che da allora ne è azionista
In vista dell'Esposizione Internazionale di Parigi, la selezione di Latour fra i quattro Premier Grand Cru della Classificazione ufficiale del 1855, ne consolidò la reputazione e ne assicurò i prezzi elevati. L'attuale castello fu completato nel 1864.

### Storia recente
Nel 1963 la famiglia Ségur, diventata, a seguito di matrimoni, de Beaumont, cedette definitivamente la proprietà della tenuta. Gli ultimi eredi della famiglia vendettero tre quarti delle azioni di Château Latour al Gruppo inglese Pearson, controllato da Lord Cowdray, e al produttore di sherry Harvey's di Bristol. Henri Martin e Jean-Paul Gardère vennero nominati dirigenti e apportarono innovazioni sostanziali, investendo in ricerca ed ampliando i vigneti mediante acquisizioni e reimpianti. La sala delle botti (il "chai") venne anch'essa allargata di conseguenza e Latour fu fra i primi a modernizzare l'intera produzione, sostituendo i vecchi tini di fermentazione in rovere con tini in acciaio inox a temperatura controllata. Fu avviata la produzione del vino di seconda scelta con frutti di vigne più giovani e si decise che i frutti per il grand vin provenissero esclusivamente dai vigneti indicati nella planimetria della tenuta del 1759. Martin e Gardère si dimisero formalmente dal Consiglio di amministrazione nel 1987, ponendo fine a un'era durata 24 anni.
Nel 1989 Château Latour venne acquistato dal gruppo inglese delle bevande alcoliche Allied Lyons per circa 110 milioni di sterline, ma nel 1993 tornò di proprietà francese quando Groupe Artemis, holding di François Pinault, imprenditore del settore del lusso, lo comprò per 86 milioni di sterline.
Nel dicembre 2008 circolarono voci circa una possibile vendita della tenuta attraverso la banca d'investimento Lazard. Il Sunday Times ipotizzò che tra i possibili acquirenti ci fosse il magnate del vino Bernard Magrez, con gli attori Gérard Depardieu e Carole Bouquet. Se fosse stata portata a termine la transazione, uno dei primi cinque vigneti sarebbe tornato sotto il controllo di un residente bordolese per la prima volta da molti anni.

## Produzione
La tenuta dispone 78 ettari (190 acri) di vigneto, di cui la porzione di 47 ettari (120 acri) vicino al castello, chiamata Enclos, è quella destinata esclusivamente alla coltivazione di uva per il grand vin. La composizione dei vitigni è 80% Cabernet Sauvignon, 18% Merlot e 2% Cabernet Franc e Petit Verdot.
Il grand vin Chateau Latour è di norma costituito per il 75% Cabernet Sauvignon, 20% Merlot ed il resto di Petit Verdot e Cabernet Franc; la normale produzione annua di grand vin è di 18.000 casse. La seconda scelta, denominata Les Forts de Latour, è composta tipicamente da 70% Cabernet Sauvignon e 30% Merlot, con una produzione media annua di 11.000 casse. A partire dal 1989, l'azienda ha iniziato a produrre anche un terzo vino, Pauillac de Latour.

## Prezzo
Il grand vin della tenuta Château Latour è uno dei vini Cabernet Sauvignon-Merlot più costosi prodotti nella regione del Médoc. Il prezzo medio di una bottiglia al dettaglio si aggira intorno ai 790 USD.